# Monika (Zeitschrift)
Monika: die neue Frau im Leben war eine katholische deutsche Frauenzeitschrift.
Sie wurde erstmals 1900 herausgegeben. Sie erschien monatlich. Zuletzt erschien sie beim Weltbild-Verlag in Augsburg. Die Auflage lag bei etwa 82.000.
Die Zeitschrift erschien bis 2000.